# Burzahom
Burzahom is een archeologische plaats in India die tussen 3000 en 1000 v.Chr. bewoond is geweest.
Er worden vier periodes onderscheiden. Periode I is prekeramisch neolithicum, periode II is keramisch neolithicum, periode III is megalithicum en periode IV is vroeg-historisch.

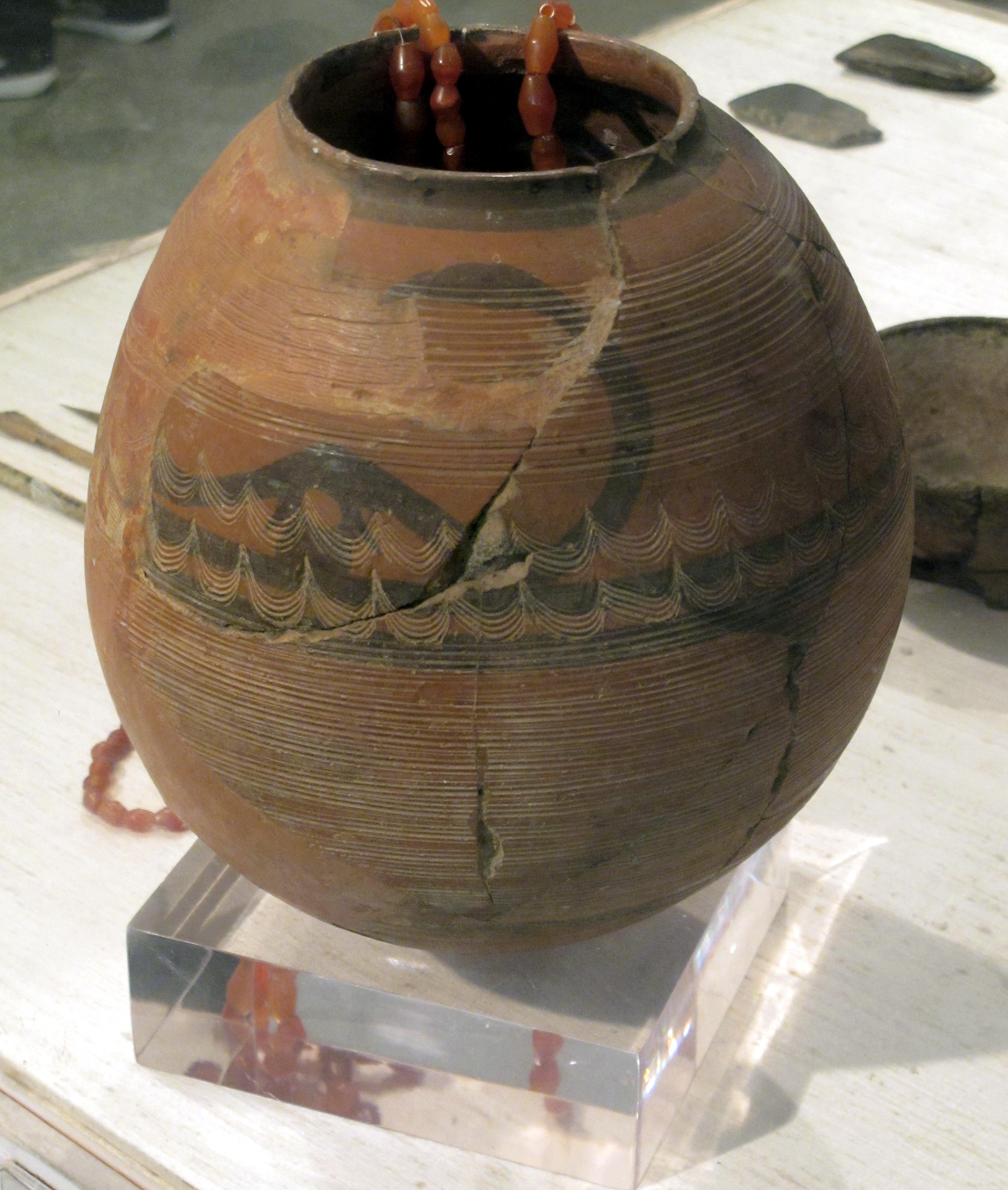
Pot met een gehoornde figuur, ca. 2700 v.Chr.
Mogelijk is er een verband met de gehoornde godheid die is aangetroffen in Kot Diji op het niveau van vroeg-Harappa

Er zijn veel benen werktuigen gevonden uit periode I. Het aantal en soort wapens hieronder maakt duidelijk dat jagen en vissen belangrijk was in deze periode, maar daarnaast is ook gecultiveerde tarwe, gerst en linze aangetroffen. In Burzahom en Gufkral in de Kasjmirvallei en Loebanr en Kalako-deray in de Swatvallei zijn kuilen gevonden die wel beschouwd worden als kuilhuizen, al zien Coningham en Sutherland dit niet als waarschijnlijk.
In periode II zijn de kuilen in ieder geval verlaten en werden huizen gebouwd op grondniveau. Deze periode duurde tot in ieder geval 1700 v.Chr. en vanaf deze periode zijn graven gevonden waarin soms ook wilde dieren werden begraven naast mensen. Het is ook de periode dat aardewerk gebruikt begon te worden.
In de derde periode worden grote menhirs gevonden en enkele metalen voorwerpen.